# 萨尔多尼亚
萨尔多尼亚是葡萄牙布拉干萨区的一个堂区。总面积8.42平方公里，总人口102人，人口密度12.1人/平方公里。